# تاکسیروو
تاکسیروو (به لاتین: Taksyrovo) یک منطقهٔ مسکونی در روسیه است که در باشقیرستان واقع شده‌است.